# Fevronia Stoica
Fevronia Stoica (n. 31 ianuarie 1952) este un fost senator român în legislatura 2000-2004 ales în județul Vrancea pe listele partidului PSD. Fevronia Stoica a fost validată ca senator pe data de 18 ianuarie 2001 când l-a înlocuit pe senatorul Constantin Buză. 